# Robert Stephen Ford
Pour les articles homonymes, voir Robert Ford (homonymie).
Robert Stephen Ford (né à Denver en 1958) est un diplomate américain retraité. Il fut l'ambassadeur des États-Unis en Syrie, nommé sur un recess appointment (en), de 2011 à 2014. Travaillant depuis 1985 au service diplomatique, il a été ambassadeur en Algérie et travailla en Irak, à Bahreïn, en Turquie, en Égypte et au Cameroun.

## Biographie
Résident de longue date du Maryland, il rejoint le service diplomatique (Foreign service) en 1985, après avoir été diplômé de l'université Johns-Hopkins (magister en arts en 1983) et avoir été volontaire au Maroc dans le Peace Corps. Il a assumé diverses fonctions dont des postes à Izmir, au Caire, à Alger et à Yaoundé. Il gravit les rangs du service diplomatique, obtenant celui de " Ministre Conseiller ".  
De 2001 à 2004, il est chef de mission adjoint au Bahreïn. 
Lors de l'invasion de l'Irak, Ford fait partie des diplomates écartés au sein du département d'État par l'administration Bush. Toutefois, il revient sur le devant de la scène lors de l'occupation du pays, étant nommé, de 2004 à 2006, Conseiller aux affaires politiques à l’ambassade américaine de Bagdad. Le Washington Post le décrit comme quelqu'un de discret mais aimable, n'hésitant pas à sortir de la « zone verte » et détendant l'atmosphère lors de réunions officielles en racontant des blagues dans un arabe parfait.
Il a ensuite été confirmé par le Sénat en tant qu’Ambassadeur extraordinaire et plénipotentiaire des États-Unis auprès de la République algérienne démocratique et populaire le 27 mai 2006, et prêta serment le 11 août 2006.
En janvier 2011, un mois après le début du Printemps arabe, il fut nommé ambassadeur en Syrie sur un recess appointment (en), les républicains s'opposant à la décision de revenir en Syrie - le précédent ambassadeur ayant été retiré à la suite de l'assassinat du premier ministre libanais Rafiq Hariri. Sa visite à Hama, en juillet 2011, en compagnie de l'ambassadeur de France, l'a mis sous les éclairages de la presse internationale. Le régime d'El Assad a fortement condamné ce soutien à la révolte syrienne.
Robert S. Ford a assumé d’autres fonctions depuis son entrée au service diplomatique américain en 1985 dont des postes à Izmir, au Caire, à Alger et à Yaoundé. 
Il a été bénéficiaire de plusieurs récompenses du département d’État dont le James Clement Dunn Award en 2005 pour son travail remarquable et ce au niveau intermédiaire du service diplomatique ainsi que trois Superior Honor Awards et deux Meritorious Honor Awards. 
Ford parle couramment l’allemand, le turc, le français et l’arabe. Sa femme, Alison Barkley, est également diplomate, ayant travaillé en Arabie saoudite.